# Alan Sokal
Pour les articles homonymes, voir Sokal.
Alan Sokal, né le 24 janvier 1955, est un physicien et épistémologue américain. Il est professeur de mathématiques à l'University College de Londres et professeur de physique à l'université de New York. Il a écrit et fait publier le canular à l'origine de ce qui est devenu « l'affaire Sokal » (1996).

## Biographie
Alan David Sokal naît le 24 janvier 1955. Il fait ses études supérieures à l'université de Princeton où il fait la connaissance de Jean Bricmont en 1979. Sous la direction d'Arthur Wightman, il obtient son doctorat (Ph.D.) en 1981.
Politiquement orienté à gauche, Sokal enseigne les mathématiques à l'Université nationale du Nicaragua à l'époque du gouvernement sandiniste. Puis il revient aux États-Unis où il devient professeur à l'université de New York.
En physique, les intérêts de recherche de Sokal incluent la mécanique statistique, la théorie quantique des champs, les mathématiques et l'informatique appliquée à la physique. En liaison avec Jean Bricmont, il travaille aussi sur des problèmes d'épistémologie, en particulier la lutte contre les thèses relativistes et postmodernistes (cf. infra : L'affaire Sokal).
En janvier 2006, il est nommé à la chaire de mécanique statistique et combinatoire de l'University College de Londres.

## L'affaire Sokal

### Les faits
Il est surtout connu pour la polémique qu’il fait naître en 1996. Inspiré par le livre Superstition supérieure et curieux de voir si la revue d’études culturelles (cultural studies) postmoderniste Social Text publierait n’importe quel article qui « flatterait les préconceptions idéologiques des rédacteurs », Sokal, alors peu connu en dehors du milieu des physiciens américains, soumet à la publication un article grandiloquent et absurde intitulé « Transgresser les frontières : vers une herméneutique transformatrice de la gravitation quantique ». Social Text accepte la publication dans le cadre d'un numéro spécial consacré à la guerre des sciences. Sokal révèle alors le canular dans la revue Lingua Franca.
La polémique qui s’ensuit, aux États-Unis, mais aussi en France, se prolonge avec la publication du livre Impostures intellectuelles, écrit en collaboration avec Jean Bricmont.

### Objectifs du canular
Le premier objectif de l'article initial était de montrer qu'il est possible de publier dans certains domaines des sciences sociales, en particulier ceux qui touchent aux idées et au vocabulaire du post-modernisme, un document vide de sens, mais utilisant un vocabulaire scientifique détourné. Un second objectif était de montrer que les pires absurdités peuvent être défendues en s'appuyant sur les penseurs postmodernistes.

### Interprétations
Dans l'article de Lingua franca, Sokal cite, entre autres, Noam Chomsky pour affirmer que la gauche et les sciences sociales seraient mieux servies par de solides fondements intellectuels s'appuyant sur la raison. Il répond aux militants de gauche et aux postmodernistes critiquant sa tromperie, en expliquant que sa motivation avait été de « défendre la gauche de son courant en vogue ».
Cette affaire, conjointement avec le livre de Paul R. Gross et Norman Levitt : Higher Superstition: The Academic Left and Its Quarrels with Science (en), peuvent être considérés comme appartenant à ce que Social Text a appelé une « guerre des sciences ». Le livre accuse les universitaires en général et les spécialistes de sciences humaines en particulier d'utiliser avec inexactitude des termes scientifiques et mathématiques et les partisans du programme fort de nier la valeur de la vérité scientifique.

## Publications
- Alan Sokal et Jean Bricmont, Impostures intellectuelles [détail des éditions], 1997
- Pseudosciences et postmodernisme Adversaires ou compagnons de route ?, éd. Odile Jacob, Paris, 2005  (ISBN 2-7381-1615-9). Traduction de Barbara Hochstedt, préface de Jean Bricmont. Le volume inclut deux appendices :
  - A Alan Sokal, « La religion comme pseudoscience », p. 155-162 (relations des religions monothéistes et de la science)
  - B Jean Bricmont et Alan Sokal, « Plaidoyer pour un réalisme scientifique modeste », p. 163-200.
- Beyond the Hoax: Science, Philosophy, and Culture (en), 2008 (Au-delà du canular : science, philosophie et culture)